# ボン包囲戦 (1673年)
ボン包囲戦（ボンほういせん、ドイツ語: Belagerung von Bonn）は仏蘭戦争中の1673年11月に行われた、ケルン選帝侯領のボンの包囲戦。

## 背景と経過
仏蘭戦争当時、フランス王国と同盟していたケルン選帝侯領にとってボンは重要な要塞であった。カトリックの神聖ローマ皇帝レオポルト1世はプロテスタントのネーデルラント連邦共和国（オランダ）を支持すべきか迷っていたが、フランスがドイツのヴェーゼル、ラインベルク、エメリヒ、レース、ゾースト、ヘクスター、そしてアルザス地方のコルマールを占領、さらにトリーア選帝侯カール・カスパール・フォン・デア・ライエンが擁する首都トリーアが占領されるに及んで、レオポルト1世は親仏政策を放棄した。
このようにフランスはドイツの都市、スペイン領ネーデルラント、さらにオランダにも侵攻したが、皇帝、スペイン、オランダが選んだ最初の標的はそれらではなく（フランスが思いもしなかった）ボンだった。いくつかの敗北の後、フランス軍はすでに撤退を始めていたが、オラニエ公ウィレム3世率いるオランダ軍、スペイン軍、ライモンド・モンテクッコリ率いる帝国軍はボンに進軍してフランス軍のライン川を跨る補給線を断とうとした。
ケルン選帝侯兼大司教マクシミリアン・ハインリヒ・フォン・バイエルンは首都のボンからケルンへと逃亡した。1673年11月3日、グラーナ侯爵オットーネ・エンリコ・デル・カレット率いる帝国軍前衛はボン近くのプリッテルスドルフに到着した。8日にはボン城への砲撃が開始され、ラヴィヨン准将（Ravillon）と町の司令官、ディートリヒ・フォン・ランツベルク・ツー・エルヴィッテのボン駐留軍は12日に降伏した。2人はそのまま退去することを許され、大砲2門をそれぞれノイスとケーニヒスヴェルトに移動させた。ボンの新しい指揮官はグラーナ侯爵となった。

## 影響
ボンの陥落によりケルン選帝侯とミュンスター司教は抵抗の力を失い、オランダとの平和交渉を開始した。1674年4月22日、ミュンスターとオランダが講和、5月11日にはケルンも戦争から脱落した。フランスは同盟国2国を失っただけでなく、ライン川を経由してオランダにいるフランス軍に補給を輸送することもできなくなった。これによりフランス軍はオランダからの撤退を余儀なくされた。イングランド王国も対蘭戦争に興味を失い、平和交渉を開始した。
撤退時、フランス軍は近代的な舟橋（リアクション・フェリー）をボンに残さざるを得なかった。
ボンはその後、1689年に再び包囲された。